# James Wilson (homme politique)
Pour les articles homonymes, voir James Wilson et Wilson.
James Wilson, né le 16 août 1835 à Ayrshire (Écosse) et mort le 26 août 1920 à Traer (Iowa), est un homme politique américain. Membre du Parti républicain, il est représentant de l'Iowa entre 1873 et 1877 puis entre 1883 et 1885 et secrétaire à l'Agriculture entre 1897 et 1913 dans l'administration du président William McKinley, celle de Theodore Roosevelt puis celle de William Howard Taft.